# 前700年
| 千纪： | 前1千纪 |
| 世纪： | 前8世纪 \| 前7世纪 \| 前6世纪 |
| 年代： | 前730年代 \| 前720年代 \| 前710年代 \| 前700年代 \| 前690年代 \| 前680年代 \| 前670年代 |
| 年份： | 前705年 \| 前704年 \| 前703年 \| 前702年 \| 前701年 \| 前700年 \| 前699年 \| 前698年 \| 前697年 \| 前696年 \| 前695年 |
| 纪年： | 己卯年（蛇年）；周桓王二十年；魯桓公十二年；秦出子四年；陳厲公七年；蔡桓侯十五年；鄭厲公元年；宋莊公十一年；楚武王四十一年；齊僖公三十一年；晉侯緡七年；曲沃武公十六年；燕宣侯十一年；衛宣公十九年；曹莊公二年；杞靖公四年 |

## 大事记
- 楚攻絞之戰，絞國大敗，楚國取得城下之盟而退兵。
- 陳厲公薨，陳莊公即位[1]。
- 衛宣公薨，衛惠公即位。

## 逝世
- 陳厲公，春秋諸侯國陳國君主之一，他為陳桓公兒子。太子免之弟。
- 衛宣公，姬姓，名晉，東周春秋時代衞國第十五任國君。父親是衞莊公。